# Nottingham Forest Football Club
El Nottingham Forest Football Club es un club de fútbol de Inglaterra de la ciudad de Nottingham en los Midlands del Este. Fue fundado el 1 de enero de 1865. Desde la temporada 2022-2023 juega en la Premier League, la máxima categoría del fútbol inglés, luego de ganar el play-off de ascenso en la Championship después de 23 años. Fue, además, campeón consecutivo de la Copa de Europa (actual Liga de Campeones de la UEFA) en 1979 y 1980. Disputa sus encuentros como local en el City Ground, con capacidad para 30 500 espectadores.
Fue uno de los miembros fundadores de la Football Alliance en 1889 y su primer gran éxito lo consiguió en 1898 al ganar la FA Cup. Pasó gran parte del siglo XX en la Segunda División y su segundo gran trofeo vino en 1959 cuando ganó una nueva FA Cup. El período de mayor éxito del club vino de la mano de Brian Clough, que llegó al club en 1975. Bajo su dirección el Nottingham Forest ascendió a la Primera División, fue campeón de Inglaterra en 1978, ganó dos Copas de Europa consecutivas y la Supercopa de Europa 1979, con lo que es el único club europeo que ha ganado más Copas de Europa que ligas nacionales, y tiene en su palmarés cuatro League Cup y una Community Shield.
Participaron en 1992 en la primera temporada de la Premier League. Desde entonces ha sufrido una serie de descensos y ha llegado a caer en 2005 a la League One, la Tercera División. Tras tres temporadas en el tercer nivel del fútbol inglés consiguió el ascenso al Championship, en el cual estuvo catorce temporadas y luego ascendió a la Premier League.
Después de la salida de Brian Clough, el Nottingham Forest ha tenido una crisis institucional que lo ha perseguido hasta el año 2022, después de ascender a la Premier League.
El rival histórico del Nottingham Forest es el Derby County, al que se enfrenta en el derbi de los Midlands del Este donde se juegan el Trofeo Brian Clough. Otros rivales del Forest son el Notts County, el Leicester City y el Sheffield United. Durante los años 1970 y los 80 existió una gran rivalidad entre el legendario Liverpool y el Nottingham Forest.

## Historia
El Nottingham Forest Football Club se fundó en 1865 en una reunión en el Clinton Arms de la calle Shakespeare. Se acordó también que el color representativo del nuevo club que acababa de nacer sería el rojo. El 22 de marzo de 1866 se disputó el primer partido oficial del Nottingham Forest ante sus rivales locales, el Notts County. Contra la creencia popular, el apelativo Forest no proviene del bosque de Sherwood sino del Forest Recreation Ground, donde se jugaba al shinty y al fútbol.
En 1889 el Nottingham y otros conjuntos fundaron la Football Alliance. En la temporada 1891-92 se proclamó campeón. En 1892 la Football Alliance se disolvió y el Nottingham Forest, al haber sido el último campeón, fue admitido por la Football League para participar en la First Division.
En la temporada 1897-98 el Nottingham Forest se coronó campeón de la FA Cup al ganar al Derby County por 3-1.
En la temporada 1905-06 descendió a la Second Division y regresó a Primera en la temporada 1906-07. Sin embargo, dos años después, en la temporada 1910-11, el Forest regresa a la Second Division. De nuevo en segunda el Nottingham pasa seis temporadas en la parte baja de la tabla. En la temporada 1921-22 regresa a la First Division. Solo está tres años en la máxima categoría y regresa a la Second Division. En la temporada 1948-49 desciende a la Third Division South. Regresa a Segunda en la temporada 1950-51.
En la temporada 1956-57 regresa a la máxima categoría del fútbol inglés con Jimmy Barrett como máxima estrella del conjunto. El Nottingham Forest asciende como segundo con solo un punto más que el Liverpool, que fue tercero.

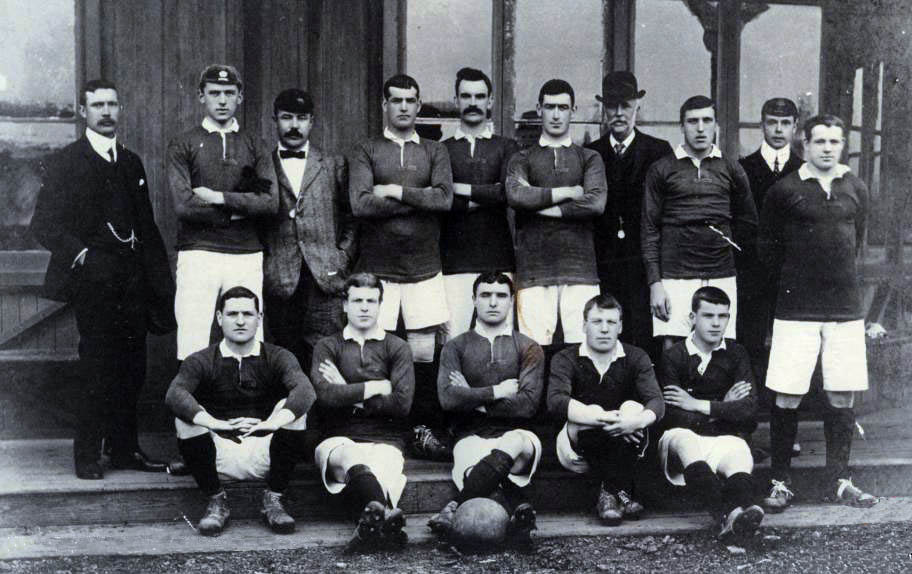
Plantel del Nottingham Forest, que realizó una gira por Argentina y Uruguay en 1905.

En la temporada 1958-59 el Nottingham consiguió un nuevo título de FA Cup. En la final se impuso al Luton Town por 2-1.
En 1961 el Nottingham debuta en competición europea, en la Copa de Ferias 1961-62, donde cae eliminado por el Valencia. En la temporada 1966-67 es subcampeón, a cuatro puntos del Manchester United de Matt Busby. En la temporada 1971-72 el Forest regresó a la Second Division.
En 1975, tras cesar a Allan Brown, llegó al club Brian Clough. En 1977 consiguió el ascenso a la First Division. Para el regreso a la élite el Nottingham Forest fichó entre otros a Colin Barrett, Kenny Burns y Larry Lloyd. Contra todo pronóstico el Forest se situó en los primeros puestos de la tabla muy pronto y terminó proclamándose campeón de liga por primera vez en su historia. También ganó la League Cup ante el Liverpool.

### Época dorada Brian Clough (1978 - 1984)
En la temporada 1978-79 debutó en la Copa de Europa y, tras eliminar entre otros al Liverpool, campeón de las dos ediciones anteriores, llegó a la final del Olympiastadion de Múnich. En esta se impuso por 1-0 al Malmö de Suecia y consiguió su primera Copa de Europa. También se hizo con una nueva League Cup y fue subcampeón de liga. Al año siguiente ganó la Supercopa de Europa y revalidó su condición de campeón de Europa, derrotando al Hamburgo alemán en la final disputada en Madrid. ganó 2 Copas de Europa en menos de 3 años.
En 1980 fue subcampeón de la Copa Intercontinental y de la Supercopa de Europa. En la Copa de la UEFA 1983-84 el Nottingham cayó en semifinales ante el Anderlecht de Bélgica en medio de una gran polémica por un gol anulado en la ida, más tarde se supo que el presidente del club belga había comprado al árbitro con £27,000. En 1989 el Forest vuelve a levantar dos trofeos, la Full Members Cup y la Football League Cup. En las semifinales de la FA Cup cayó ante el Liverpool tras la Tragedia de Hillsborough. En 1990 el Forest revalidó su título de League Cup al ganar 1-0 al Oldham Athletic en la final. En 1991 cayó en la final de la FA Cup contra Tottenham Hotspur y en 1992 perdió la League Cup ante el Manchester United. En 1993 el Nottingham Forest perdió la categoría tras 16 años y Brian Clough anunció su adiós del City Ground.
Tras Clough el Nottingham regresó a la Premier League el año siguiente con Frank Clark como entrenador, terminó tercero y participó en la Copa de la UEFA 1995-96 llegando hasta cuartos de final. Tras un noveno puesto en la temporada 1995-96 el Forest descendió de nuevo en la temporada 1996-97. Ascendió otra vez al año siguiente y en la temporada 1998-99 descendió como colista.

### SigloXXI
En el Championship el Forest estuvo lejos de luchar por el ascenso hasta la temporada 2002-03, cuando se clasifica para el play-off y cae contra el Sheffield United. En la temporada 2004-05 desciende a la League One, convirtiéndose así en el primer equipo campeón de Europa en jugar en la Tercera División de su país. Con Colin Calderwood como entrenador se clasifica para el play-off en la temporada 2006-07. Cae en semifinales ante el modesto Yeovil Town. La temporada 2007-08 ascendió al Championship.
La primera temporada en Championship tras el ascenso empieza mal, el equipo está en puestos de descenso durante el primer tercio de competición y Calderwood es cesado. El sustituto es Billy Davies quien consigue la permanencia. En la segunda temporada queda tercero, pese a llegar a estar en puestos de ascenso directo durante la temporada, cae en el play-off ante el Blackpool.
La temporada 2010-11 comienza con el objetivo de la eliminatoria y, pasada la mitad del campeonato, el Forest es uno de los candidatos a uno de los dos puestos de ascenso directo. Sin embargo una racha de 9 partidos sin ganar en marzo y abril de 2011 lo deja fuera de posiciones de promoción. Tras 4 victorias seguidas en las últimas jornadas y el descalabro del Leeds United consigue acceder a la última plaza de play-off. En semifinales se enfrenta al Swansea City, tras el empate 0 a 0 en Nottingham todo queda abierto para la vuelta en Gales. En el Liberty Stadium de Swansea el Forest cae por 3-1 y queda fuera de la eliminatoria. El 12 de junio el Forest anuncia que Billy Davies no seguirá como entrenador y que está en negociaciones con Steve McClaren. Al día siguiente se confirma al ex-seleccionador nacional como entrenador. Tras un mal arranque de temporada McClaren es cesado como técnico del club, siendo reemplazado por Steve Cotterill (hasta entonces entrenador del Portsmouth) días después. Con Cotterill el Forest no consigue remontar el vuelo y continúa hundido en la zona de descenso. El 4 de febrero de 2012 el propietario del club desde hacía 13 años, Nigel Doughty, es encontrado muerto en su casa por causas naturales. En los dos últimos meses de competición el equipo logra remontar el vuelo y logra la salvación.
Terminada la temporada los hijos de Nigel Doughty comienza a buscar un comprador para el club, ya que ellos no quieren continuar con el club tras la muerte de su padre. El 29 de junio el club confirma que está muy próximo el acuerdo con Fawaz Al-Hasawi de Kuwait y su familia para la venta. El 10 de julio se completa el traspaso del club y se oficializa por ambas partes. El 12 de julio el entrenador Steve Cotterill es despedido. El 19 de julio el irlandés Sean O'Driscoll es nombrado entrenador. Con O'Driscoll el Forest hace un comienzo de liga regular, sin elaborar un gran juego pero manteniendo al equipo cerca de puestos de play-off. El 26 de diciembre, el Boxing Day, tras ganar por 4-2 al Leeds United en el City Ground el irlandés es despedido para sorpresa de todos. Tras barajar varios nombres el 28 de diciembre se anuncia al escocés Alex McLeish como nuevo entrenador del club. El 5 de febrero tras apenas 7 partidos al frente del equipo, McLeish abandona el cargo, siendo reemplazado por el galés Steve Cooper. El 7 de febrero se hace oficial el regreso de Billy Davies como mánager del club. Después de llegar a su primera final de Play-Off de ascenso a la Premier League, el Nottingham Forest derrotó al Huddersfield Town por 1-0, en la Final del Play-Off disputado en Wembley, logrando así el ascenso a la Premier League, después de 23 años en el ascenso del fútbol inglés (considerando la segunda y la tercera categoría).
El 2 de noviembre de 2024, tras la victoria ante el West Ham de Lopetegui por 3-0, consigue clasificarse entre los 3 primeros por primera vez desde 1988. 
El 29 de marzo de 2025, consiguen vencer al Brighton por penaltis en FA Cup, logrando de esta forma acceder a semifinales del torneo por primera vez en 34 años (Subcampeonato 90-91).
El 25 de mayo de 2025, después de intentar mantenerse durante buena parte de la temporada en primeros puestos para acceder  a Champions  por primera vez desde los 80,no consigue mantenerse entre los cinco primeros, y termina accediendo a Liga Conferencia de la UEFA, siendo su primera participación en competición europea 30 años después (Copa de la UEFA 1995-96).

## Símbolos

### Escudo
El Nottingham Forest ha usado cuatro escudos distintos a lo largo de su historia.
- El primer escudo que adoptó fue el propio Escudo de Nottingham, en el aparece un castillo amurallado con tres torres bajo el castillo el sello de la ciudad y flanqueado por dos arqueros vestidos de verde que representaban a Robin Hood.[31]

- El segundo escudo se adoptó tras la Segunda Guerra Mundial y se usó durante 10 años, aunque en las camisetas solo apareció en la temporada 1950-51. El escudo consistía en un círculo o un rombo de color verde en cuyo interior aparecía la cara de una persona sonriente con un sombrero. Recibió el apodo de Jolly Forester.[31]

- A mediados de los años 1950 se adoptó de nuevo el escudo de armas de la ciudad, que entonces había sustituido a los Robin Hood's por dos ciervos. Este escudo se mantuvo hasta el año 1973, cuando se convocó un concurso para elegir un nuevo escudo.[31]

- El escudo actual del Nottingham Forest, ganador del concurso de 1973, consiste en un diseño simple que representa el contorno de un árbol (en alusión al Bosque de Sherwood) y una líneas onduladas bajo este que representan el río Trent. Bajo el escudo aparece la leyenda Forest.[31]

### Estadio
El City Ground es un estadio de fútbol situado en Nottingham, Inglaterra. Es el estadio del Nottingham Forest. Tiene una capacidad de 30,500 espectadores. Fue una de las sedes de la Eurocopa 1996, acogiendo tres partidos del Grupo D.
El Nottingham Forest jugaba originalmente en el Forest Recreation Ground, donde permaneció hasta el año 1879. En ese año se trasladó a jugar a The Meadows, pero la poca capacidad del campo propició que el Forest empezara a jugar sus partidos más importantes en el Trent Bridge. Para 1880 el Forest ya había pasado a jugar todos sus partidos en el Trent Bridge, donde podía superar la cifra de 5000 espectadores.
En 1882 el Nottingham Forest construyó su propio estadio, el Parkside, por 300 £ pero las condiciones allí eran tan pobres que en 1885 se decidió construir otro estadio. Por un coste de 500 £ construyeron un campo provisional al lado del Parkside con mejores condiciones. En 1890 el Forest se trasladó al The Town Ground, en el centro de la ciudad, que costó 1000 £. En este nuevo estadio el Forest podía alcanzar hasta los 15 000 espectadores, cifra que se alcanzó en varios enfrentamientos con el Notts County.
Pese al éxito del Town Ground en 1898 el Forest cambió de nuevo de estadio e inauguró el City Ground. Se eligió el nombre de City Ground para conmemorar que Nottingham había recibido el estatus de ciudad y costo 3000 £ que se recolectaron entre la afición. El 3 de septiembre de 1898 se jugó el primer partido en el nuevo campo.
En 2007, coincidiendo con el anuncio de la candidatura de Inglaterra para el Mundial 2018, se anunció que el Forest construiría un nuevo estadio capaz de albergar más de 40 000 personas. Sin embargo en 2010 la candidatura inglesa no consiguió el Mundial, por lo que el Forest planea ampliar el City Ground en lugar de construir un nuevo estadio.

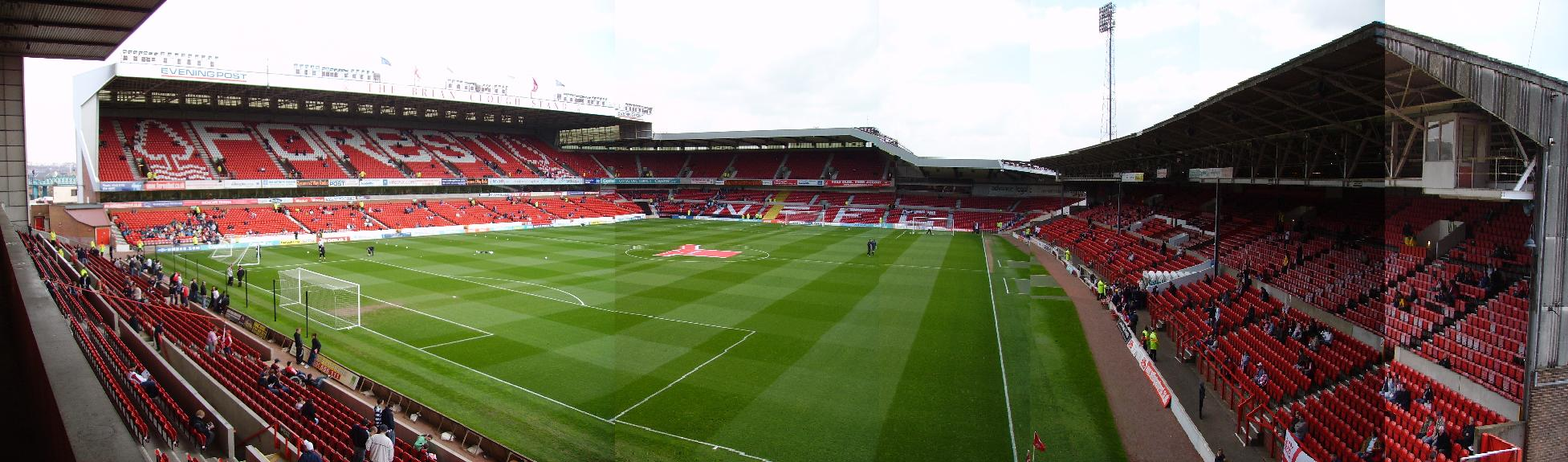
Panorámica del estadio.

### Uniforme
El Nottingham Forest ha vestido con camiseta de color rojo desde su fundación en 1865. En la reunión en Clinton Arms de la que nació el Nottingham Forest también se acordó que el color del club sería el "rojo Garibaldi" en honor al italiano líder de los camisas rojas. En esa época los clubes se identificaban a sí mismos más por los sombreros que por las camisetas, por lo que el club encargó también un buen número de sombreros rojos. El Forest se convirtió así en el primer equipo en vestir oficialmente de rojo, un color que después adoptaron muchos otros conjuntos. Entre ellos el Arsenal FC quien adoptó el rojo después de que el Forest les donara unas equipaciones y un balón a petición de Fred Beardsley y Morris Bates, exjugadores del Forest que entonces trabajaban en Woolwich, ya que el Arsenal no pudo encontrar ninguna equipación con la que jugar al ser el único club de la zona. Otro club que empezó a utilizar el color rojo en homenaje al Nottingham Forest fue el Club Atlético Independiente de la Argentina. Surgió en 1908 cuando los directivos del club argentino vieron al Nottingham Forest de visita en Buenos Aires goleando 6-0 al Alumni, el equipo argentino más ganador de esos momentos. Fue esa admiración la que los llevó a vestir a Independiente con sus mismos colores.
La primera equipación que usó el Nottingham Forest en 1865 consistía en una camisa de un color rojo más oscuro que el actual, un pantalón blanco y calcetas rojas. Entre 1892 y 1899 se usó un pantalón de color azul oscuro y en 1904 se adoptó un color rojo más claro. En 1945 se cambiaron las tradicionales calcetas rojas por unas rojiblancas, que se mantuvieron hasta el año 1958. Entre 1973 el Forest empezó a usar equipaciones marca Umbro, que cambió las medias rojas por unas negras hasta 1975 cuando regresó a las rojas. En 1977, con el ascenso a la First Division, el Nottingham cambió de proveedor de Umbro a Adidas, con el cual se mantuvo hasta 1986. En 1980 se introdujo el primer patrocinador en la parte delantera de la camiseta, Panasonic, que se mantuvo hasta 1982 al ser reemplazado por Wrangler. En 1986 el Nottingham Forest vuelve a ser vestido por Umbro, con la cual se mantiene hasta la temporada 2012-2013, en la que vuelven a ser vestidos por la marca alemana Adidas.

### Evolución del uniforme
- Esta es la evolución del uniforme del Nottingham Forest desde su fundación hasta la actualidad.[32]

| 1865 - 1892 | 1892 - 1899 | 1899 - 1904 | 1904 - 1934 | 1934 - 1935 |

| 1935 - 1945 | 1945 - 1958 | 1958 - 1970 | 1970 - 1973 | 1973 - 1975 |

| 1975 - Presente |

### Uniformes actuales
2022-23
|  |  |  |

2021-22
|  |  |  |

2020-21
|  |  |  |

### Uniformes anteriores
- 2019-20

|  |  |

- 2018-19

|  |  |  |

- 2017-18

|  |  |

- 2016-17

|  |  |

- 2015-16

|  |  |  |

- 2014-15

|  |  |  |

- 2013-14

|  |  |  |

- 2012-13

|  |  |  |

- 2011-12

|  |  |  |

- 2010-11

|  |  |  |

- 2009-10

|  |  |

## Indumentaria
Esta es la cronología de las marcas y patrocinadores de la indumentaria del Nottingham Forest.
| Período       | Proveedor |
| ------------- | --------- |
| 1973 - 1977   | Umbro     |
| 1976 - 1977   | U-Win     |
| 1977 - 1986   | Adidas    |
| 1986 - 2013   | Umbro     |
| 2013 - 2018   | Adidas    |
| 2018-2023     | Macron    |
| 2023-presente | Adidas    |

| Período       | Auspiciador          |
| ------------- | -------------------- |
| 1980 - 1982   | Panasonic            |
| 1982 - 1984   | Jeep                 |
| 1984 - 1986   | Skol                 |
| 1986 - 1987   | Home Ales Nottingham |
| 1987 - 1994   | Shipstones           |
| 1994 - 1997   | Labatt               |
| 1997 - 2003   | Pinnacle             |
| 2003 - 2009   | Capital One          |
| 2009 - 2012   | Victor Chandler      |
| 2012 - 2013   | John Pye Auctions    |
| 2013 - 2016   | Fawaz Kuwait         |
| 2016 - 2018   | 888sport             |
| 2018 - 2019   | BetBright            |
| 2019 - 2021   | Football Index       |
| 2021 - 2022   | BOXT                 |
| 2022-2023     | UNHCR                |
| 2023-presente | Kaiyum               |

## Entrenadores

### Cronología de los entrenadores
- 1889-1897  Harry Radford
- 1897-1909  Harry Haslam
- 1909-1912  Fred Earp
- 1912-1925  Bob Masters
- 1925-1929  John Baynes
- 1930-1931  Stan Hardy
- 1931-1936  Noel Watson
- 1936-1939  Harold Wightman
- 1939-1960  Billy Walker
- 1960-1963  Andy Beattie
- 1963-1968  Johnny Carey
- 1969-1972  Matt Gillies
- 1972-1973  Dave Mackay
- 1973-1975  Allan Brown
- 1975-1993  Brian Clough
- 1993-1996  Frank Clark
- 1996-1997  Stuart Pearce (Interino)
- 1997-1999  Dave Bassett
- 1999  Micky Adams (Interino)
- 1999  Ron Atkinson
- 1999-2001  David Platt
- 2001-2004  Paul Hart
- 2004  Joe Kinnear
- 2004-2005  Mick Harford (Interino)
- 2005-2006  Gary Megson
- 2006  Ian McParland y  Frank Barlow (Interinos)
- 2006-2008  Colin Calderwood
- 2008  John Pemberton (Interino)
- 2009-2011  Billy Davies
- 2011  Steve McClaren
- 2011  Rob Kelly (Interino)
- 2011-2012  Steve Cotterill
- 2012  Sean O'Driscoll
- 2012-2013  Alex McLeish
- 2013-2014  Billy Davies
- 2014  Gary Brazil
- 2014-2015  Stuart Pearce
- 2015-2016  Dougie Freedman
- 2016  Paul Williams
- 2016-2017  Philippe Montanier
- 2017  Gary Brazil (Interino)
- 2017  Mark Warburton
- 2018  Aitor Karanka[33]
- 2019  Martin O'Neill
- 2019-2020  Sabri Lamouchi
- 2020-2021  Chris Hughton
- 2021-2023  Steve Cooper
- 2023-presente  Nuno Espírito Santo

## Presidentes

### Junta Directiva 2018-19
| Cargo                     | Nombre              |
| ------------------------- | ------------------- |
| Propietario               | Evangelos Marinakis |
| Presidente                | Nicholas Randall QC |
| Administrador de Finanzas | Samantha Gordon     |
| Administrador Fútbol      | Michael Anagnostou  |
| Mánager de Operaciones    | Ioannis Vrentzos    |
| Mánager Comercial         | David Cook          |

## Rivalidades
El gran rival del Nottingham Forest es el equipo vecino del Derby County, al igual que el Nottingham de la región de los Midlands del Este. Ambos se enfrentan en el Derbi de los Midlands del Este, en el que se disputan desde 2007 el Trofeo Brian Clough. El día del partido entre ambos equipos se jugó el 1 de octubre de 1892 en Derby y lo ganó el Nottingham Forest por 2-3. La rivalidad entre ambos clubes tiene su origen en la proximidad geográfica de ambas ciudades pero se acrecentó en los años 1970 cuando Brian Clough, que había entrenado al Derby County años antes y había ganado la First Division, fichó por el Nottingham Forest para consternación de la afición del Derby. De acuerdo a una encuesta realizada por footballpools.com 9 de cada 10 aficionados de ambos equipos consideran al contrario como su principal rival. Pese a la gran rivalidad entre ambos clubes han sido muchos los jugadores que han defendido ambas camisetas, entre ellos John McGovern, John O'Hare, Peter Shilton, Kris Commons o Robert Earnshaw.
Otro de los rivales tradicionales del Nottingham es el Leicester City, de la ciudad de Leicester también en los Midlands del Este. También mantiene una gran rivalidad con el Notts County, el otro equipo de la ciudad. Los dos se enfrentan en el Derbi de Nottingham. Ambos clubes son dos de los más antiguos del mundo (1862 el Notts y 1865 el Forest) y sus estadios son los dos más próximos entre sí de toda Inglaterra. A día de hoy la rivalidad es más del Notts hacia el Forest que al revés, ya que los aficionados del Notts County piensan que desde los medios locales se les ningunea y que los aficionados del Forest se refieren a ellos con algo de desprecio. Durante finales de los años 1970 y los años 1980 hubo una gran rivalidad entre el Forest y el Liverpool FC, ya que ambos eran dos de los equipos predominantes del fútbol inglés. La temporada 10-11 acabó con un contundente 5-2 a favor del Notthingam Forest.

## Datos del club
- Temporadas en First Division (hasta 1992) y Premier League:[35] 59 (Incluyendo la 2024-25)

- Temporadas en Second Division (hasta 1992), First Division (hasta 2004) y Championship:[35] 57

- Temporadas en Third Division (hasta 1992), Second Division (hasta 2004) y League One:[35] 5

- Temporadas en Football Alliance:[36] 3

- Mayor goleada conseguida:.
  - En campeonatos Nacionales: Nottingham Forest 12-0 Leicester City (Temporada 1908-09).
  - En torneos Internacionales: Nottingham Forest 5-1  AEK Atenas (Copa de Europa 1978-79).

- Mayor goleada encajada:.
  - En campeonatos Nacionales: Burnley 8-0 Nottingham Forest (Temporada 1959-60).
  - En torneos Internacionales: Nottingham Forest 1-5  Bayern Múnich (Copa de la UEFA 1995-96).

- Mejor puesto en la liga: 1.º en la temporada 1977-78.
- Peor puesto en la liga: 22.º en la temporada 1992-93.
- Mayor cantidad de puntos conseguidos: 94 en la temporada 1997-98.
- Menor cantidad de puntos conseguidos: 24 en la temporada 1924-25.
- Mayor cantidad de victorias: 30 en la temporada 1950-51.
- Mayor cantidad de derrotas: 25 en la temporada 1971-72.
- Jugador con más partidos disputados: Bob McKinlay (692).
- Jugador con más goles anotados Grenville Morris (217).
- Mayor afluencia de público: 49 946 espectadores el 28 de octubre de 1967 contra el Manchester United en la First Division.
- Menor afluencia de público: 2013 espectadores el 31 de octubre de 2006 contra el Brentford en el Football League Trophy.

### Trayectoria histórica
| Temporada | Categoría       | Posición | FA Cup           | League Cup  | Promoción |
| --------- | --------------- | -------- | ---------------- | ----------- | --------- |
| 2015-16   | FL Championship | 16.º     | 4.ª Ronda        | 1.ª Ronda   | -         |
| 2016-17   | FL Championship | 21.º     | 3.ª Ronda        | 3.ª Ronda   | -         |
| 2017-18   | FL Championship | 17.º     | 4.ª Ronda        | 3.ª Ronda   | -         |
| 2018-19   | FL Championship | 9.º      | 3.ª Ronda        | 4.ª Ronda   | -         |
| 2019-20   | FL Championship | 7.º      | 3.ª Ronda        | 3.ª Ronda   | -         |
| 2020-21   | FL Championship | 17.º     | 4.ª Ronda        | 1.ª Ronda   | -         |
| 2021-22   | FL Championship | 4.º      | Cuartos de final | 2.ª ronda   | Ganador   |
| 2022-23   | Premier League  | 16.º     | 3.ª ronda        | Semifinales | -         |
| 2023-24   | Premier League  | 17.º     | 5.ª ronda        | 2.ª ronda   | -         |
| 2024-25   | Premier League  | -        | -                | -           | -         |

### En competiciones internacionales
El Nottingham Forest es uno de los 5 equipos ingleses en haberse consagrado campeón de la Copa de Europa (actual Liga de Campeones de la UEFA), tras haberla ganado en sus 2 primeras participaciones en 1979 y 1980. Actualmente es el único equipo del mundo con más Copas de Europa que ligas nacionales.
| Torneo                                        | PA | PJ | PG | PE | PP | GF | GC | Dif. | Mejor posición |
| --------------------------------------------- | -- | -- | -- | -- | -- | -- | -- | ---- | -------------- |
| Copa de Europa - Liga de Campeones de la UEFA | 3  | 20 | 12 | 4  | 4  | 32 | 14 | +18  | Campeón (x2)   |
| Copa de la UEFA - Liga Europa de la UEFA      | 3  | 22 | 11 | 6  | 5  | 19 | 16 | +3   | Semifinal      |
| Supercopa de Europa                           | 2  | 4  | 2  | 1  | 1  | 3  | 2  | +1   | Campeón        |
| Copa Intercontinental                         | 1  | 1  | 0  | 0  | 1  | 0  | 1  | -1   | Subcampeón     |
| Total                                         | 10 | 47 | 25 | 11 | 11 | 54 | 33 | +21  | 3 títulos      |

- Actualizado a su última participación en la temporada 1995-96.
- PA= Participaciones; PJ= Partidos Jugados; PG= Partidos Ganados; PE= Partidos Empatados; PP= Partidos Perdidos; GF= Goles a favor; GC= Goles en contra; Dif.= Diferencia de goles.

## Palmarés
Nota: en negrita competiciones vigentes en la actualidad.
Torneos nacionales (10)
| Competiciones nacionales | Títulos                             | Subcampeonatos    |
| ------------------------ | ----------------------------------- | ----------------- |
| Primera División (1/2)   | 1977-78.                            | 1966-67, 1978-79. |
| FA Cup (2/1)             | 1897-98, 1958-59.                   | 1990-91.          |
| Copa de la Liga (4/2)    | 1977-78, 1978-79, 1988-89, 1989-90. | 1979-80, 1991-92. |
| Community Shield (1/1)   | 1978.                               | 1959.             |
| Full Members Cup (2/0)   | 1988-89, 1991-92.                   |                   |
|                          |                                     |                   |
| Segunda División (3/2)   | 1906-07, 1921-22, 1997-98.          | 1956-57, 1993-94. |
| Tercera División (1/1)   | 1950-51 (Sur).                      | 2007-08.          |

Torneos internacionales (3)
| Competiciones internacionales | Títulos           | Subcampeonatos |
| ----------------------------- | ----------------- | -------------- |
| Copa de Europa (2/0)          | 1978-79, 1979-80. |                |
| Supercopa de la UEFA (1/1)    | 1979.             | 1980.          |
| Copa Intercontinental (0/1)   |                   | 1980.          |

## Otras secciones y filiales

### Nottingham Forest Reserves
El Nottingham Forest Football Club Reserves es un club de fútbol formado por reservas y es filial del Nottingham Forest. Juega en The Central League en la Central Division. El equipo se compone principalmente de jugadores sub-21, aunque ocasionalmente los jugadores del primer equipo juegan partidos en la Reserves, por ejemplo cuando se están recuperando de una lesión.

### Nottingham Forest Ladies
El Nottingham Forest Ladies Football Club es un club de fútbol conformado por mujeres y es filial del Nottingham Forest. El equipo fue fundado en 1990 y juega en la FA Women's Premier League Northern Division tras descender de la Premier League en 2012. Juegan en el Bill Stokeld Stadium de Carlton y la entrenadora del equipo es Lisa Dawkins. En 2011 alcanzaron la final de la FA Women's Premier League Cup, cayendo contra el Barnet FCL en los penaltis.